# Salim Ercan
Salim Ercan (ur. 10 marca 1996 roku) – turecki zapaśnik walczący w stylu wolnym. Czwarty w Pucharze Świata w 2017. Brązowy medalista igrzysk śródziemnomorskich w 2022. Wicemistrz igrzysk Solidarności Islamskiej w 2021 i trzeci w 2017 roku.